# パラメトリック固有空間法
パラメトリック固有空間法（パラメトリックこゆうくうかんほう）は、あらかじめ物体の2次元画像を圧縮して記憶させておき、このデータと入力画像データとの照合で3次元物体を認識する手法である。